# Shaoxing Keqiao Yuejia Football Club
El Yiteng FC (en chino simplificado, 毅腾足球俱乐部), llamada Zhejiang Yiteng (en chino tradicional, 浙江毅騰; en chino simplificado, 浙江毅腾; pinyin, Zhèjiāng Yìténg) por razones de patrocinio, es un equipo de fútbol de China que juega en la Segunda Liga China, la tercera división de fútbol en el país.

## Historia
Fue fundado en abril de 1988 como un equipo aficionado de la ciudad de Shiaozing en Zhiejiang como un equipo ferroviario llamado Dalian Tielu e ingresó en el fútbol chino en la tercera división en 1989. Cuando el profesionalismo llegó al fútbol chino en 1994, el club fue adquirido por el Grupo Yiteng y fue refundado como un equipo profesional en febrero de ese año y tomó parte de la China League Two en esa temporada de 1994.
En su primera temporada como equipo profesional terminaron en tercera lugar, lo que les dio derecho de jugar en la Primera Liga China en 1995, pero ese mismo año descendieron a la tercera división. En 1996 se fusionan con el Dalian Shunfa, obteniendo el ascenso a la Primera Liga China en 1999, pero decidieron no participar en la liga, al punto que el Grupo Yiteng vendió al Dalian Shide por 8 millones de yuanes.
Fue hasta el año 2006 que retornaron a la competición luego de registrarse en 20 de diciembre de 2005 con el nombre Harbin Yiteng en la tercera división de China.  Rápidamente lograron el ascenso a la Primera Liga China, pero descendieron en el año 2008, año en el que se mudaron a la ciudad de Yantai. En 2011 regresan a jugar en la ciudad de Dalian y retornaron a la Primera Liga China, y en la temporada 2013 lograron el ascenso a la Superliga China por primera vez en su historia.
En su debut en la máxima categoría tuvieron una racha de 9 derrotas seguidas al inicio de la temporada, la cual terminó luego de vencer al Changchun Yatai 3-1 con goles de Dori, Han Deming y Ricardo Steer, su primer triunfo en la máxima categoría, pero al final el equipo descendió a la Primera Liga China en esa temporada.
En 2016 el club adoptó el nombre que tienen actualmente.

## Palmarés
- China League Two[11] (1): 2011

## Cronología
| Periodo | Propietario           | Nombre                               | Nombre Comercial                   |
| ------- | --------------------- | ------------------------------------ | ---------------------------------- |
| 1988–93 | Dalian Railway Bureau | Dalian Tielu (Railway) Football Team |                                    |
| 1994    | Dalian Railway Bureau | Dalian Tielu (Railway) Football Team | Dalian Lichuang                    |
| 1995    | Dalian Railway Bureau | Dalian Tielu (Railway) Football Team | Dalian Tielu Yiteng                |
| 1996    | Grupo Yiteng          | Dalian Yiteng Liantie Football Club  |                                    |
| 1997    | Grupo Yiteng          | Dalian Yiteng Liantie Football Club  | Anshan Yiteng Liantie              |
| 1998–99 | Grupo Yiteng          | Dalian Yiteng Liantie Football Club  |                                    |
| 2000–05 | Grupo Yiteng          | Dalian Yiteng Football Club          |                                    |
| 2006    | Grupo Yiteng          | Dalian Yiteng Football Club          | Harbin Pharmaceutical Group Yiteng |
| 2007    | Grupo Yiteng          | Dalian Yiteng Football Club          | Harbin Yiteng                      |
| 2008    | Grupo Yiteng          | Dalian Yiteng Football Club          | Yantai Yiteng Hurricane            |
| 2009–10 | Grupo Yiteng          | Dalian Yiteng Football Club          |                                    |
| 2011    | Grupo Yiteng          | Dalian Yiteng Football Club          | Harbin Songbei Yiteng              |
| 2012–13 | Grupo Yiteng          | Dalian Yiteng Football Club          | Harbin Yiteng                      |
| 2014–15 | Grupo Yiteng          | Harbin Yiteng Football Club          |                                    |
| 2016–   | Grupo Yiteng          | Zhejiang Yiteng Football Club        |                                    |

## Jugadores

### Jugadores destacados
- Wang Jung-hyun

### Plantilla

#### Altas y bajas 2020
| Altas      | Altas    | Altas       | Altas          | Altas |
| Jugador    | Posición | Procedencia | Tipo           | Costo |
| ---------- | -------- | ----------- | -------------- | ----- |
| Chen Yuhao | Defensa  | Wuhan Zall  | Fin de cesión. | --    |

| Bajas       | Bajas          | Bajas                    | Bajas          | Bajas |
| Jugador     | Posición       | Destino                  | Tipo           | Costo |
| ----------- | -------------- | ------------------------ | -------------- | ----- |
| Wang Hongyu | Centrocampista | Shijiazhuang Ever Bright | Fin de cesión. | --    |

### Números retirados
- 12 – Aficionados del club. El número fue retirado en marzo de 2013.

## Entrenadores
- Xu Yin 徐来贤 y  Cheng Xianfei 程显飞 (1994–1999)[14]
- Li Hongwu 李洪武 (Marzo 2006 – Mayo 2006)
- Wang Jun 王军 (Mayo 2006 – Marzo 2007)
- Wang Hongli 王洪礼 (marzo de 2007 – abril de 2007)
- Wang Jun 王军 (abril de 2007)
- Cho Yoon-hwan 赵允焕 (abril de 2007 – junio de 2007)
- Wang Jun 王军 (junio de 2007 – noviembre de 2007)
- Gai Zengjun 盖增君 (noviembre de 2007 – junio de 2008)
- Wang Jun 王军 (junio de 2008 – junio de 2010)
- Duan Xin 段鑫 (junio de 2010 – noviembre de 2011)
- Wang Helong 王贺龙 (marzo de 2014–julio de 2014[8]
- Marijo Tot 马里奥·托特 (julio de 2014 – diciembre de 2014)
- Duan Xin 段鑫 (interino) (diciembre de 2014 –junio de 2015)
- Gai Zengjun 盖增君 (interino) (junio de 2015)
- Duan Xin 段鑫 (junio de 2015 –diciembre de 2015)
- Goran Tomić 戈兰·托米奇 (enero de 2016  –marzo de 2016)
- Duan Xin 段鑫 (interino) (marzo de 2016 –?)
- Giles Steele 吉尔斯·斯蒂尔 (marzo de 2019 –presente)[1]